# Branko Rašović
Branko Rašović (en monténégrin : Бранко Рашовић) est un footballeur yougoslave puis monténégrin, né le 11 avril 1942 à Podgorica et mort le 11 octobre 2024. Il occupe le poste de défenseur.

## Biographie

### En club
Branko Rašović commence sa carrière en 1962 avec le Budućnost Titograd, club qu'il représente de 1962 à 1964,.
Il rejoint le Partizan Belgrade en 1964.  Avec le club yougoslave, il est sacré Champion de Yougoslavie en 1965,.
Branko Rašović dispute la Coupe des clubs champions lors de la saison 1965-1966. Il est titulaire lors de la finale perdue contre le Real Madrid 1-2.
En 1969, il rejoint le club allemand du Borussia Dortmund,. 
Après cinq saisons avec Dortmund, il raccroche les crampons en 1974,.

### En équipe nationale
International yougoslave, il reçoit dix sélections en équipe de Yougoslavie pour aucun but marqué entre 1964 et 1967,.
Il joue son premier match en équipe nationale le 1er avril 1964 contre la Bulgarie (victoire 1-0) en amical.
Il dispute un match de qualifications pour la Coupe du monde 1966  le 7 novembre 1965 contre la Norvège (match nul 1-1).
Ses trois derniers matchs ont lieu dans le cadre des qualifications pour l'Euro 1968. Le 3 mai 1967, il joue contre l'Allemagne de l'Ouest (victoire 1-0). Le 14 mai 1967, il joue contre l'Albanie (victoire 2-0). Pour son dernier match en équipe nationale, il affronte à nouveau l'Allemagne de l'Ouest (défaite 1-3).

### Vie privée
Son fils Vuk Rašović (en) est également footballeur international.

## Palmarès
| Partizan Belgrade - Coupe des clubs champions : - Finaliste : 1965-66. - Championnat de Yougoslavie (1) : - Champion : 1964-65. |